# Aphelandra sinclairiana
Aphelandra sinclairiana är en akantusväxtart som beskrevs av Christian Gottfried Daniel Nees von Esenbeck. Aphelandra sinclairiana ingår i släktet Aphelandra och familjen akantusväxter. Inga underarter finns listade i Catalogue of Life.

## Bildgalleri

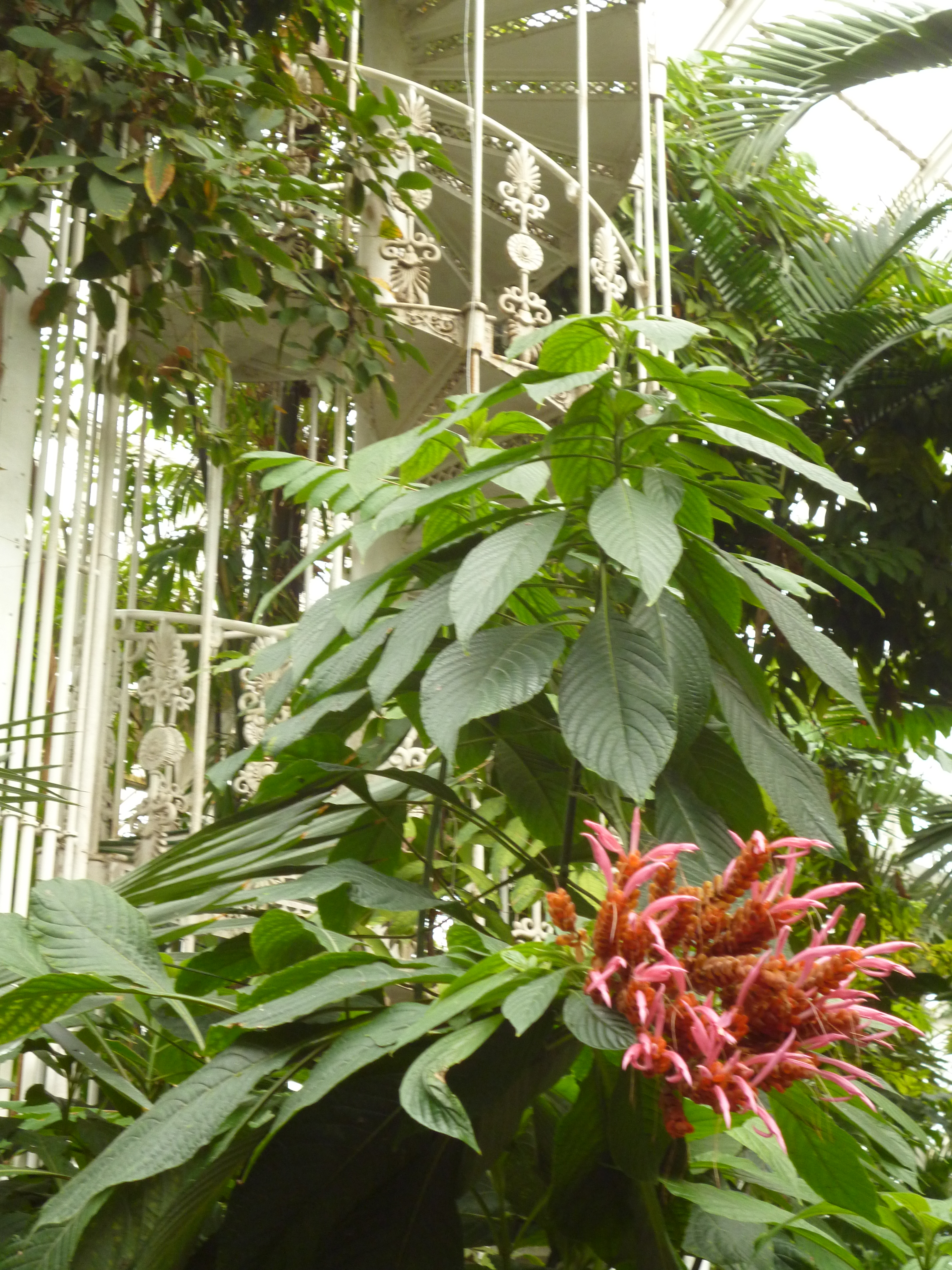
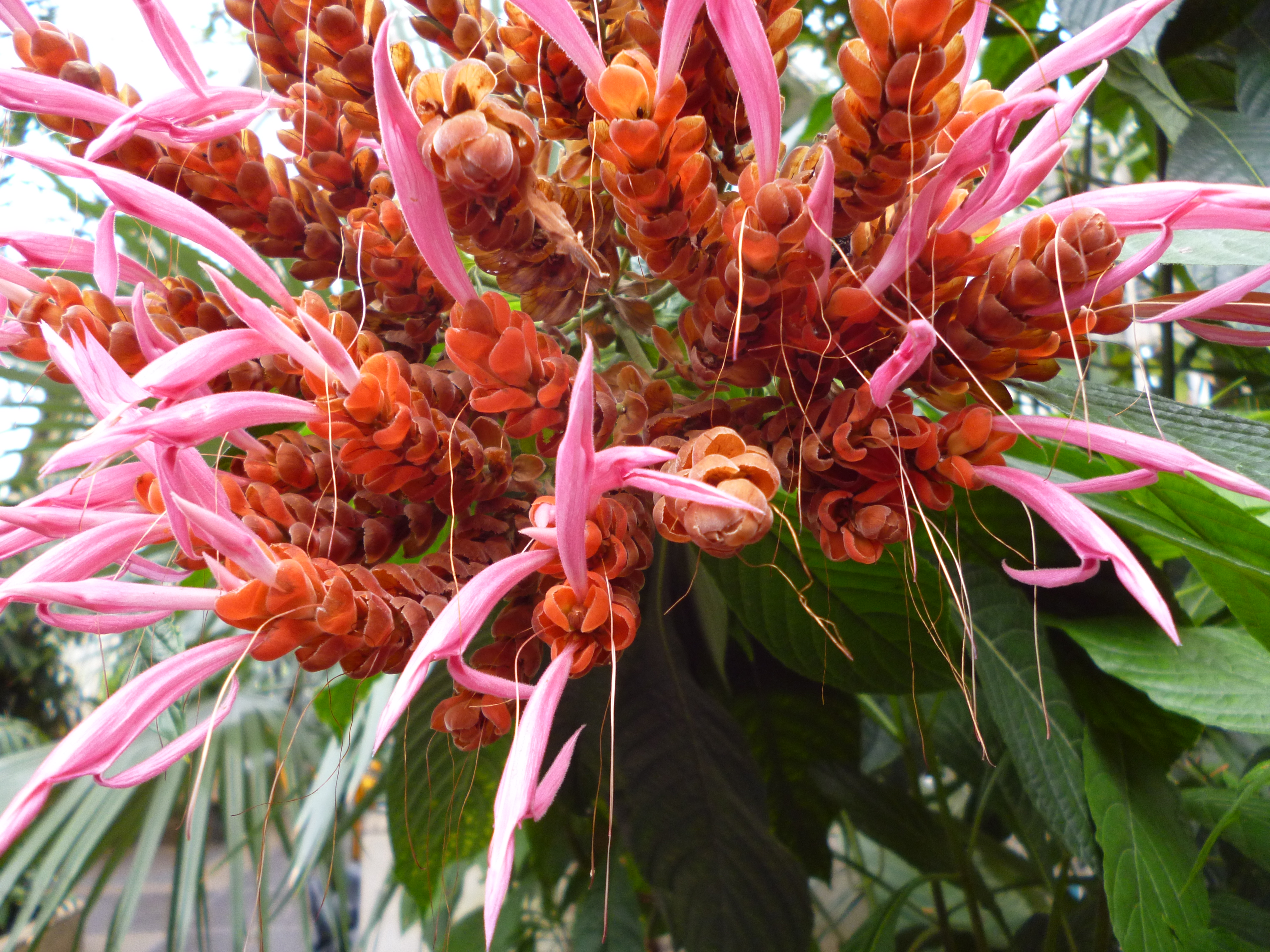